# Microlab Solo
Microlab Solo — лінійка акустичних стереосистем китайської компанії Microlab, орієнтованої на Азію та Східну Європу. Її характерною відмінністю є висока якість звучання при помірній ціні. Перша модель — Solo-1 «безсумнівно переважає» у порівянні з «попередніми лідерами за співвідношенням якість/ціна — SVEN/F&D».
Про ряд Solo 4 — Solo 7 «за результатами понад двотижневого прослуховування новинок і інших акустичних систем склалася єдина чітка думка, що оновлений модельний ряд Solo ще довгий час буде еталоном» .
Microlab Solo-6 одержав разом із SVEN Royal2 нагороду «Лідер класу» від iXBT.com за найякісніше звучання серед розглянутих моделей у класі активної стереоакустики 